# Jacquetta Wheeler
Jacquetta Wheeler (Londra, 16 ottobre 1981) è una supermodella britannica.

## Biografia
Figlia della fotografa Tess Codrington, fu introdotta nel mondo della moda da Mario Testino che la notò durante un suo viaggio a Londra; nel 2003 è diventata la madrina di HemiHelp, un'associazione benefica che si occupa di aiutare e sostenere i parenti di bambini nati con l'emiplegia.

## Pubblicità
Vanta pubblicità anche per Salvatore Ferragamo, Calvin Klein, Chanel, Givenchy, Gucci, Krizia, Prada, Ralph Lauren, Roberto Cavalli, Valentino ed Yves Saint Laurent.

## Copertine
Le sue foto sono comparse anche su varie copertine di Vogue, nelle edizioni 
- - giapponese (ottobre 1999)[1]
  - italiana (ottobre 1999 e marzo 2002)[1]
  - britannica (gennaio 2002)[1]
  - e tedesca del gennaio 2005[1]

## Sfilate
Ha sfilato anche per Missoni, Trussardi, Calvin Klein, Chanel, Christian Dior, Dolce & Gabbana, Emanuel Ungaro, Fendi, Giorgio Armani, Givenchy, Gucci, Krizia, Louis Vuitton, Max Mara, Mila Schön, Moschino, Oscar de la Renta, Paco Rabanne, Prada, Ralph Lauren, Roberto Cavalli, Valentino, Yves Saint Laurent e Jean Paul Gaultier.

## Agenzie
Tra le agenzie che l'hanno rappresentata ci sono state:
- IMG Models - New York[1]
- Storm Models - Londra[1]
- Viva Models - Parigi[1]
- D'Management Group[1]
- UNO Models- Barcellona - Madrid[1]